# Merel Smulders
Merel Smulders (Horssen, 23 de enero de 1998) es una deportista neerlandesa que compite en ciclismo en la modalidad de BMX. Su hermana Laura compite en el mismo deporte.
Participó en dos Juegos Olímpicos de Verano, en los años 2020 y 2024, obteniendo una medalla de bronce en Tokio 2020, en la carrera femenina.
Ganó dos medallas en el Campeonato Mundial de Ciclismo BMX, en los años 2018 y 2022, y tres medallas en el Campeonato Europeo de Ciclismo BMX entre los años 2016 y 2025.

## Palmarés internacional
| Juegos Olímpicos   | Juegos Olímpicos   | Juegos Olímpicos  | Juegos Olímpicos |
| Año                | Lugar              | Medalla           | Competición      |
| ------------------ | ------------------ | ----------------- | ---------------- |
| 2020               | Tokio (Japón)      | Medalla de bronce | Carrera          |
| Campeonato Mundial |                    |                   |                  |
| Año                | Lugar              | Medalla           | Competición      |
| 2018               | Bakú (Azerbaiyán)  | Medalla de plata  | Carrera          |
| 2022               | Nantes (Francia)   | Medalla de bronce | Carrera          |
| Campeonato Europeo |                    |                   |                  |
| Año                | Lugar              | Medalla           | Competición      |
| 2016               | Verona (Italia)    | Medalla de oro    | Contrarreloj     |
| 2023               | Besanzón (Francia) | Medalla de bronce | Carrera          |
| 2025               | Valmiera (Letonia) | Medalla de plata  | Carrera          |